# شلبیویل (میزوری)
شلبیویل (به انگلیسی: Shelbyville) یک شهر در ایالات متحده آمریکا است که در شهرستان شل‌بای، میزوری واقع شده‌است. شلبیویل ۲٫۱۲ کیلومتر مربع مساحت و ۵۵۲ نفر جمعیت دارد و ۲۳۲ متر بالاتر از سطح دریا قرار دارد.